# Diacranthera
Diacranthera, rod glavočika, dio tribusa Eupatorieae. Sastoji se od tri vrste iz sjeveroistočnog Brazila,  (Pernambuco, Bahia, Ceara)

## Opis
Diacranthera je južnoamerički rod od 2 (danas 3) brazilske vrste. Jako nalikuje rodu Dasycondylusu, ali se morfološki razlikuje po dvokrilnim staminalnim dodacima i plitko konveksnom cvjetištu, a javlja se u morskim staništima.

## Vrste
1. Diacranthera crenata (Mart.) R.M.King & H.Rob.
2. Diacranthera hebeclinia H.Rob.
3. Diacranthera ulei R.M.King & H.Rob.

## Sinonimi
Nema.